# Bandera de Guam

La Bandera del Territorio de Guam
Dimensiones: 22:41

La Bandera del Territorio de Guam fue adoptada el 9 de febrero de 1948. La bandera territorial es azul oscura con un estrecho borde rojo en todos los lados (el borde fue una adición posterior). En el centro de la bandera está el escudo; un emblema con forma de almendra, que representa una canoa navegando en la bahía de Agana cerca de Agaña, y GUAM en letras de color rojo. La forma del emblema recuerda las piedras de tirachinas usadas por los antepasados isleños. El accidente geográfico en el fondo representa el acantilado Punta Dos Amantes en Guam. Charles Alan Pownall aprobó la forma de la bandera en 1948.

## Detalles de la construcción
La longitud de la bandera es de cuarenta pulgadas y el ancho es de setenta y ocho pulgadas. Alrededor de cada lado de la bandera, hay un borde rojo de dos pulgadas. El escudo en el centro tiene veinticuatro pulgadas de alto y dieciséis pulgadas de ancho.

## Banderas históricas de Guam

Pabellón de la Capitanía General de Filipinas (1565-1701).
Pabellón naval completo de la Capitanía General de Filipinas (1701-1760).
Pabellón naval completo de la Capitanía General de Filipinas (1760-1785).
Pabellón naval completo y bandera nacional de la Capitanía General de Filipinas (1785-1873) (1874-1898).
Bandera nacional de la Capitanía General de Filipinas (1873-1874).
Bandera nacional de los Estados Unidos utilizada en Guam después de la Guerra hispano-estadounidense (1898-1908).
Bandera nacional de los Estados Unidos utilizada en Guam (1908-1912).
Bandera nacional de los Estados Unidos utilizada en Guam (1912-1941) (1944-1948).
Bandera nacional del Imperio del Japón utilizada en la Ocupación japonesa de Guam (1941-1944).